# Bill Pullman
William James "Bill" Pullman (Hornell, 17 de dezembro de 1953) é um ator norte-americano.
Bill Pullman formou-se com um mestrado em Teatro e foi professor-adjunto na Montana State University antes de decidir ser ator profissional.
O ator estreou-se no cinema com um papel secundário no filme Ruthless People (1988). É conhecido por fazer parte do elenco de filmes como Spaceballs (1987), The Accidental Tourist e The Serpent and the Rainbow (ambos de 1988), Newsies (1992), Sleepless in Seattle (1993), Wyatt Earp (1994), While You Were Sleeping (1995), Independence Day (1996), Lost Highway (1997) e Lake Placid (1998).
Mais recentemente, ficou conhecido pelos seus papéis na televisão em séries como Torchwood (2011), The Sinner (2017-2021) e a minissérie Halston.
Bill Pullman tem ainda uma carreira extensiva no teatro. Participou em peças na Broadway, onde foi o primeiro ator a interpretar o papel de Martin Gray em The Goat, or Who is Sylvia. No West End de Londres, protagonizou as peças All My Sons e Mad House.

## Biografia
Bill Pullman nasceu a 17 de dezembro de 1953 em Hornell, Nova Iorque. É filho de James Pullman Jr. (1914-1992), um médico, e de Johanna Wilamina Pullman (1911-1993), um enfermeira e é um de sete filhos.
Depois de terminar o ensino secundário em 1971, frequentou a Universidade do Estado de Nova Iorque (SUNY) em Delhi, onde estudou construção. Depois, transferiu-se para o campus da mesma universidade em Oneonta, onde concluiu uma licenciatura em Estudos Teatrais. Em 1980, concluiu um mestrado em Teatro na Universidade de Massachusetts Amherst. Após concluir os estudos, foi professor de teatro na SUNY Delhi e, mais tarde, foi professor adjunto na Faculdade de Cinema e Fotografia da Universidade Estadual de Montana em Bozeman, Montana. Lá, os seus alunos o convenceram a ser ator profissional. Nesta altura, Bill Pullman fez parte de companhias teatrais, como ator e encenador, que apresentavam espetáculos pelo Montana.
Aos 28 anos, mudou-se para Nova Iorque, onde trabalhou no teatro durante alguns anos, até conseguir o seu primeiro papel no cinema, o de Earl Mott em Ruthless People (1986).

## Carreira

### Inícios de carreira e sucesso nos anos 1990
Após o sucesso de Ruthless People, Bill Pullman teve uma carreira prolífera no cinema durante os anos 1980 e 1990 com papéis de destaque em filmes como Spaceballs (1987), uma paródia dos filmes Star Wars realizada por Mel Brooks; The Serpent and the Rainbow (1988), um filme de terror realizado por Wes Craven onde teve o seu primeiro papel de protagonista; A League of Their Own (1992) uma comédia dramática realizada por Penny Marshall e com Tom Hanks, Geena Davis e Madonna no elenco; Malice (1993), um thriller que protagonizou em conjunto com Nicole Kidman e Alec Baldwin; Casper (1995), um filme infantil onde contracenou com Christina Ricci e While You Were Sleeping (1995), uma comédia romântica protagonizada por ele e Sandra Bullock.
No entanto, o maior sucesso da sua carreira surgiu em 1996 com o filme Independence Day, protagonizado por Will Smith e onde interpretou o papel do presidente dos Estados Unidos, Thomas J. Withmore. Independence Day segue a história de uma invasão de extraterrestres ao planeta Terra e como os seus habitantes lutam contra eles. O filme foi o mais rentável de 1996 e o discurso ao presidente interpretado por Bill Pullman tornou-se num dos mais famosos da história do cinema e uma referência da cultura popular. O ator retomou o papel em 2016 na sequela, Independence Day: Resurgence e em 2021, quando recreou o seu famoso discurso no anúncio da Budweiser que foi transmitido durante o Super Bowl.
No ano seguinte, Bill Pullman protagonizou o filme Lost Highway do realizador David Lynch. No filme, o ator interpreta o papel de Fred Madison, um saxofonista que é preso depois de ser incriminado pelo homicídio da mulher, interpretada por Patricia Arquette. O filme recebeu críticas mistas e foi um desastre de bilheteira quando foi lançado, mas desde então tornou-se num filme de culto. Em 1998, interpretou o papel de Daryl Zero em Zero Effect, escrito e realizado por Jake Kasdan. O filme é uma reinterpretação moderna de A Scandal in Bohemia de Arthur Conan Doyle, onde Bill Pullman interpreta uma versão de Sherlock Holmes e Ben Stiller uma versão de Dr. Watson. Antes de a década terminar, o ator protagonizou Lake Placid, um filme de comédia e terror do realizador Steve Miner; e fez a voz de Captain Joseph Korso em Titan AE.

### Trabalho no teatro e na televisão

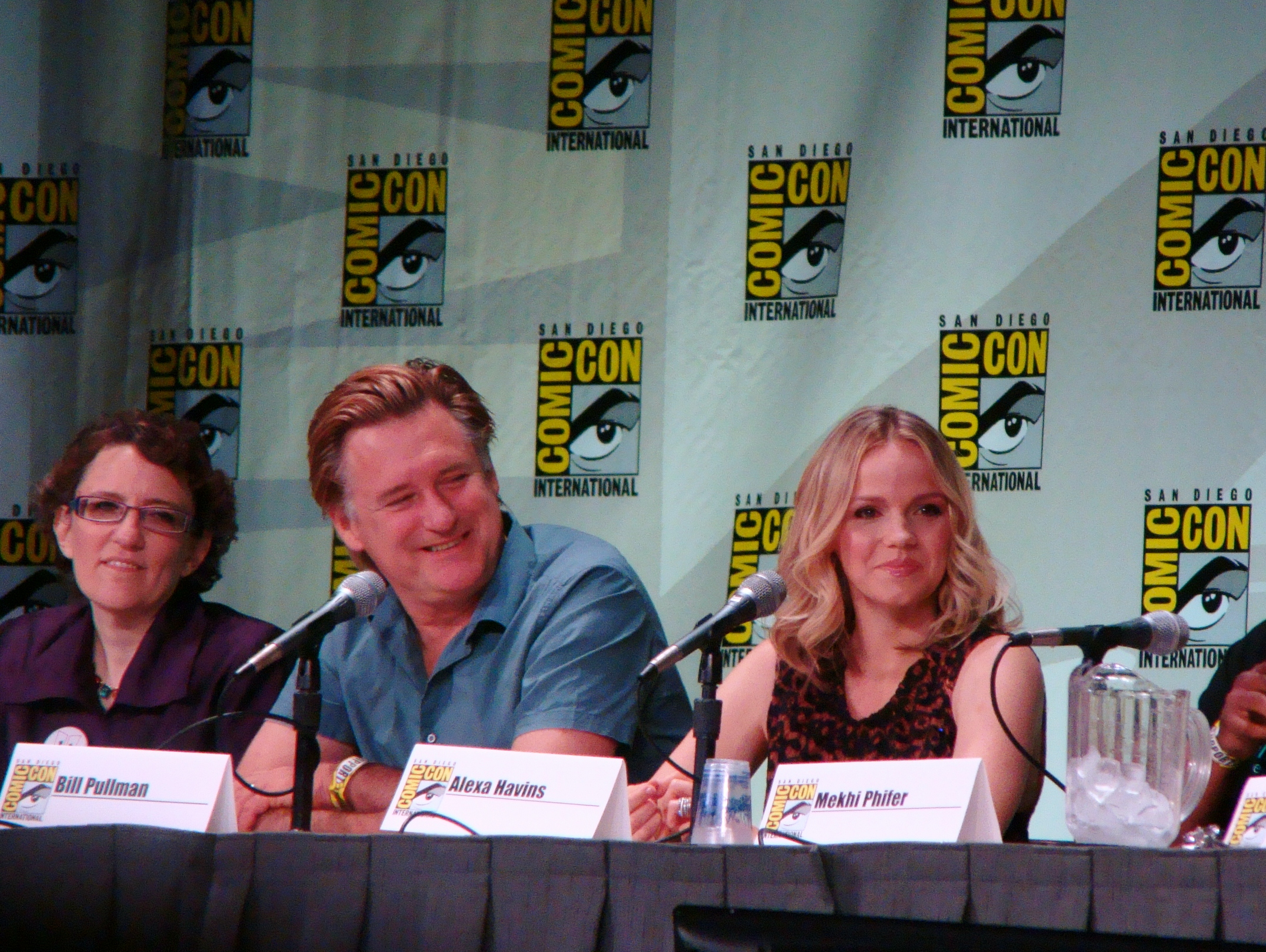
Bill Pullman a promover o seu trabalho em Torchwood: Miracle Day na Comic Con em 2011

Na década de 2000, destaca-se sobretudo o seu trabalho no teatro. Entre fevereiro e setembro de 2002, Bill Pullman protagonizou The Goat, or Who is Sylvia de Edward Albee na Broadway, sendo o primeiro ator a interpretar o papel de Martin Gray. A peça venceu o prémio de Melhor Nova Peça nos Tony Awards e nos Drama Desk Awards e o prémio Pulitzer de Teatro. Bill foi nomeado para os Drama Desk Awards na categoria de Melhor Ator numa Peça por este papel.
Em 2006, protagonizou a peça The Subject Was Roses no Kennedy Center. No ano seguinte, escreveu e encenou a peça Expedition 6 sobre o acidente com o vaivém espacial Columbia, que explodiu na entrada na atmosfera e levou a uma pausa do programa espacial dos EUA. A peça estreou no Magic Theater de São Francisco em setembro de 2007. Ainda nesse ano, protagonizou a peça Peter and Jerry no Second Stage Theatre em Nova Iorque, que lhe valeu uma segunda nomeação de Melhor Ator numa Peça nos Drama Desk Awards. Em 2009, protagonizou com Julia Stiles a peça Oleanna, escrita por David Mamet. A peça estreou em Los Angeles e foi transferida para o John Golden Theatre na Broadway.
Em 2008, Bill regressou à televisão no papel de Kurt Moss, um ex-namorado da personagem de Mariska Hargitay em Law & Order: SVU.
Nesta década, no cinema destacam-se os seus papéis secundários em filmes como Igby Goes Down (2002), The Grudge (2004), Scary Movie 4 (2006), Bottle Shock (2008) e Phoebe in Wonderland (2008).

### Ator veterano
Em 2011, Bill interpretou o papel de Oswald Danes, um pedófilo e assassino de crianças em Torchwood: Miracle Day, a quarta temporada da série de ficção científica da BBC, Torchwood (um spin-off de Doctor Who). O seu desempenho foi bastante elogiado e valeu-lhe uma nomeação para os Saturn Awards na categoria de Melhor Ator Secundário em Televisão.
Entre 2012 e 2013, o ator voltou a interpretar o papel de um presidente dos Estados Unidos, mas desta vez numa série de comédia: 1600 Penn. A série foi arrasada pela crítica e cancelada após 13 episódios.
No ano seguinte, Bill interpretou o papel de Brian Plummer em The Equalizer, protagonizado por Denzel Washington. O ator voltou a interpretar este papel na sequela, The Equalizer 2 (2018). Em 2015, interpretou o papel de Krueger na comédia American Ultra, protagonizada por Jesse Eisenberg e Kristen Stewart.
Em 2017, estreou The Sinner, uma série antológica de suspense e psicológica transmitida pelo canal USA. A série só deveria ter uma temporada, mas o seu sucesso levou a que fosse renovada e a personagem de Harry Ambrose (interpretada por Bill Pullman) foi a única que participou na totalidade das suas quatro temporadas. The Sinner recebeu críticas bastante positivas, tendo sido nomeada para o Golden Globe de Melhor Série Limitada em 2018. Bill Pullman recebeu nomeações para os Screen Actor's Guild Awards, Critics' Choice Awards e Saturn Awards pelo seu papel nesta série. The Sinner foi cancelada em 2021, após quatro temporadas.
Ainda em 2017, Bill protagonizou o western da A24, The Ballad of Lefty Brown, onde contracenou com Peter Fonda e Jim Caviezel; interpretou ainda o papel de Jack Kramer no filme Battle of the Sexes, protagonizado por Emma Stone e Steve Carell.
Em 2019, interpretou o papel de Joe Keller na peça All My Sons, que foi apresentada no teatro Old Vic no West End de Londres. A peça, que contou com Sally Field, Jenna Coleman e Colin Morgan no elenco, foi bastante elogiada pela crítica. Três anos mais tarde, Bill regressou a Londres com Mad House, uma peça original escrita por Theresa Rebeck e apresentada no The Ambassators Theathre.
Em 2021, Bill interpretou o papel de David Mahoney na minissérie Halston, transmitida pela Netflix e protagonizada por Ewan McGregor. Em 2023, foi bastante elogiado pela crítica pelo seu papel de Alex Murdaugh na minissérie Murdaugh Murders, que dramatiza o homicídio de Maggie e Paul Murdaugh, a mulher e filho de Alex Murdaugh, na Carolina do Sul. Este papel valeu a Bill Pullman uma nomeação para os Satellite Awards.
Em setembro de 2024, foi anunciado que Bill Pullman seria um dos protagonistas da série de ficção científica da Netflix, The Boroughs, criada pelos The Duffer Brothers.

## Vida pessoal
Bill Pullman é casado com Tamara Hurwitz, uma bailarina de dança moderna, desde 1987. Os seus três filhos são a cantora e compositora Maesa Pullman, Jack Pullman e o ator Lewis Pullman.
Quando tinha 21 anos, Bill sofreu um ferimento grave na cabeça enquanto ensaiava para uma peça e esteve em coma dois dias. Devido ao acidente, perdeu o olfato e a sensação no cotovelo esquerdo. Bill é um adepto ávido dos Buffalo Bills e é coproprietário de um rancho de gado em Whitehall no Montana, onde vive parte do ano. Ele faz parte do conselho de administração da Alfred University em Nova Iorque e recebeu um doutoramento honorário desta universidade em 2011. Em 2018, recebeu um doutoramento honorário da Universidade Estadual do Montana, onde foi professor.

## Filmografia
| Ano  | Título original              | Título em português                                                               | Personagem                    | Notas         |
| ---- | ---------------------------- | --------------------------------------------------------------------------------- | ----------------------------- | ------------- |
| 1986 | Ruthless People              | br: Por Favor, Matem Minha Mulher pt: Por Favor, Matem a Minha Mulher             | Earl Mott                     |               |
| 1987 | Spaceballs                   | br: S.O.S. - Tem Um Louco Solto no Espaço pt: A Mais Louca Odisseia no Espaço     | Lone Starr                    |               |
| 1988 | The Serpent and the Rainbow  | br/pt: A Maldição dos Mortos-Vivos                                                | Dennis Alan                   |               |
| 1988 | Rocket Gibraltar             | br: O Rochedo de Gibraltar                                                        | Crow Black                    |               |
| 1988 | The Accidental Tourist       | br/pt: O Turista Acidental                                                        | Julian                        |               |
| 1989 | Cold Feet                    | br: O Azarão do Velho Oeste pt: Os 3 Renegados                                    | Buck Latham                   |               |
| 1990 | Going Under                  | br: Lunáticos do Mar                                                              | Biff Banner                   |               |
| 1990 | Brain Dead                   |                                                                                   | Dr. Rex Martin                |               |
| 1990 | Sibling Rivalry              | br: Tem Um Morto ao Meu Lado pt: Nunca Enganes o teu Marido                       | Nicholas Meany                |               |
| 1990 | Bright Angel                 | br: Estranhos encontros                                                           | Bob                           |               |
| 1991 | Liebestraum                  | br: Liebestraum - Atração proibida                                                | Paul Kessler                  |               |
| 1992 | Nervous Ticks                | br: Loucos e nervosos pt: Contra-Telógio                                          | York Daley                    |               |
| 1992 | Newsies                      | br: Extra! Extra! pt: A Luta dos Ardinas                                          | Bryan Denton                  |               |
| 1992 | A League of Their Own        | br: Uma Equipe Muito Especial pt: Liga de Mulheres                                | Bob Hinson                    |               |
| 1992 | Singles                      | br/pt: Vida de Solteiro                                                           | Doctor Jamison                |               |
| 1993 | Sommersby                    | br: Sommersby - O Retorno de Um Estranho pt: Sommersby, O Regresso de Um Estranho | Orin Meecham                  |               |
| 1993 | Sleepless in Seattle         | br: Sintonia de Amor pt: Sintonia do Amor                                         | Walter                        |               |
| 1993 | Malice                       | br: Malícia pt: Má Fé                                                             | Andy Safian                   |               |
| 1993 | Mr. Jones                    | br: Mr. Jones                                                                     | Construction Site Foreman     | Não creditado |
| 1994 | The Favor                    | br/pt: Um Favor Indecente                                                         | Peter                         |               |
| 1994 | Wyatt Earp                   | br/pt: Wyatt Earp                                                                 | Ed Masterson                  |               |
| 1994 | The Last Seduction           | br: The Last Seduction, O Poder da Sedução pt: A Última Sedução                   | Clay Gregory                  |               |
| 1995 | While You Were Sleeping      | br: Enquanto Você Dormia pt: Enquanto Dormias                                     | Jack Callaghan                |               |
| 1995 | Casper                       | br: Gasparzinho, o Fantasminha Camarada pt: Casper                                | Dr. James Harvey              |               |
| 1996 | Mr. Wrong                    | br: Deu Tudo Errado pt: Mulher Sofre                                              | Whitman Crawford              |               |
| 1996 | Independence Day             | br: Independence Day pt: Dia da Independência                                     | Presidente Thomas J. Whitmore |               |
| 1997 | Lost Highway                 | pt: Lost Highway: Estrada Perdida                                                 | Fred Madison                  |               |
| 1997 | The End of Violence          | br: O Fim da Violência pt: Crimes Invisíveis                                      | Mike Max                      |               |
| 1998 | Zero Effect                  | br: Efeito Zero pt: Zero - O Superdetective                                       | Daryl Zero                    |               |
| 1999 | Lake Placid                  | br: Pânico no lago pt: O Lago                                                     | Jack Wells                    |               |
| 1999 | Brokedown Palace             | br: A Viagem pt: Armadilha em Bangcoque                                           | 'Yankee' Hank Green           |               |
| 1999 | History Is Made at Night     | br: Jogos de Espiões                                                              | Harry Howe / Ernie Halliday   |               |
| 2000 | The Guilty                   | br: O Culpado                                                                     | Callum Crane                  |               |
| 2000 | A Man is Mostly Water        |                                                                                   | Fascista no estacionamento    | Cameo         |
| 2000 | Titan A.E.                   | br: Titan pt: Titan A.E. - Depois da Destruição da Terra                          | Captain Joseph Korso          | Voz           |
| 2000 | Lucky Numbers                | br: Bilhete premiado pt: Há Horas Felizes                                         | Det. Pat Lakewood             |               |
| 2002 | Ignition                     | br: Contagem Regressiva pt: Conspitação no Pentágono                              | Conor Gallagher               |               |
| 2002 | Igby Goes Down               | br: A Estranha Família de Igby pt: A Estranha Vida de Igby                        | Jason Slocumb                 |               |
| 2002 | 29 Palms                     | br: Roubo de Alto Risco pt: 29 Palmos                                             | Bilheteiro                    | Cameo         |
| 2003 | Rick                         |                                                                                   | Rick                          |               |
| 2004 | The Grudge                   | br: O Grito pt: The Grudge - A Maldição                                           | Peter Kirk                    |               |
| 2005 | Dear Wendy                   | br/pt: Querida Wendy                                                              | Officer Krugsby               |               |
| 2006 | Scary Movie 4                | br: Todo Mundo em Pânico 4 pt: Scary Movie 4 - Que Susto de Filme!                | Henry Hale                    |               |
| 2006 | Alien Autopsy                | pt: Autópsia E.T.                                                                 | Morgan Banner                 |               |
| 2007 | Nobel Son                    | br: Filho do Nobel pt: Filho do Prémio Nobel                                      | Max Mariner                   |               |
| 2007 | You Kill Me                  | pt: Tu Matas-me                                                                   | Dave                          |               |
| 2008 | Surveillance                 | br: Sob Controle pt: Vigilância                                                   | Sam Hallaway                  |               |
| 2008 | Bottle Shock                 | br: O Julgamento de Paris pt: Duelo de Castas                                     | Jim Barrett                   |               |
| 2008 | Phoebe in Wonderland         | br: A Menina no País das Maravilhas pt: No País das Maravilhas                    | Peter Lichten                 |               |
| 2008 | Your Name Here               |                                                                                   | William J. Frick              |               |
| 2010 | Peacock                      | br: Face Oculta                                                                   | Edmund French                 |               |
| 2010 | The Killer Inside Me         | br/pt: O Assassino em Mim                                                         | Billy Bob Walker              |               |
| 2010 | Rio Sex Comedy               | br: Rio Sex Comedy                                                                | William                       |               |
| 2011 | Bringing Up Bobby            | br: Vivendo no Limite                                                             | Kent                          |               |
| 2012 | Lola Versus                  | br: Lola Contra o Mundo                                                           | Lenny                         |               |
| 2013 | The Unbelievers              | br: Os Incrédulos                                                                 | Ele mesmo                     |               |
| 2013 | May In The Summer            | br: O Casamento de May pt: O Verão de May                                         | Edward                        |               |
| 2014 | Red Sky                      | br: Céu em Chamas pt: Ases de Honra                                               |                               |               |
| 2014 | The Equalizer                | br: O Protetor pt: The Equalizer - Sem Misericórdia                               | Brian Plummer                 |               |
| 2014 | Cymbeline                    |                                                                                   | Sicilius Leonatus             |               |
| 2015 | American Ultra               | br: American Ultra - Armados e Alucinados pt: American Ultra: Agentes Improváveis | Raymond Krueger               |               |
| 2016 | Independence Day: Resurgence | br: Independence Day: O Ressurgimento pt: O Dia da Independência: Nova Ameaça     | Thomas J . Whitmore           |               |
| 2016 | LBJ                          | br: LBJ: A Esperança de uma Nação pt: LBJ                                         | Senador Ralph Yarborough      |               |
| 2016 | Brother Nature               | br: Irmão Natureza                                                                | Jerry Turley                  |               |
| 2017 | Walking Out                  | br: Em Retirada pt: A Única Saída                                                 | Clyde                         |               |
| 2017 | The Ballad of Lefty Brown    | br: A Vingança de Lefty Brown                                                     | Lefty Brown                   |               |
| 2017 | Trouble                      |                                                                                   | Ben                           |               |
| 2017 | Battle of the Sexes          | br: A Guerra dos Sexos pt: Guerra dos Sexos                                       | Jack Kramer                   |               |
| 2018 | The Equalizer 2              | br: O Protetor 2 pt: The Equalizer 2 - A Vingança                                 | Brian Plummer                 |               |
| 2019 | The Coldest Game             | br: Partida Fria                                                                  | Joshua Mansky                 |               |
| 2019 | Dark Waters                  | br: O Preço da Verdade pt: Dark Waters - Verdade Envenenada                       | Harry Dietzler                |               |
| 2020 | The High Note                | br: A Batida Perfeita pt: A Nota Perfeita                                         | Max                           |               |

| Ano       | Título original                   | Personagem                | Notas           |
| --------- | --------------------------------- | ------------------------- | --------------- |
| 1986      | Cagney & Lacey                    | Dr. Giordano              | 1 episódio      |
| 1989      | Home Fires Burning                | Henry Tibbets             | Filme           |
| 1990      | The Tracey Ullman Show            | Sheldon Moss              | 1 episódio      |
| 1992      | Crazy in Love                     | Nick Symonds              | Filme           |
| 1995      | Fallen Angels                     | Rich Thurber              | 1 episódio      |
| 1996      | Mistrial                          | Steve Donohue             | Filme           |
| 1997      | Merry Christmas, George Bailey    | George Bailey             | Filme           |
| 2000      | The Virginian                     | The Virginian             | Filme           |
| 2001      | Night Visions                     | Major Ben Darnell         | 1 episódio      |
| 2004      | Tiger Cruise                      | Cmdr. Dolan               | Filme           |
| 2005      | Revelations                       | Richard Massey            | 6 episódios     |
| 2008      | Law & Order: Special Victims Unit | Kurt Moss                 | 1 episódio      |
| 2010      | Nathan vs. Nature                 | Arthur                    | Filme           |
| 2011      | Too Big to Fail                   | Jamie Dimon               | Filme           |
| 2011      | Innocent                          | Rusty Sabich              | Filme           |
| 2011      | Torchwood: Miracle Day            | Oswald Danes              | 8 episódios     |
| 2012-2013 | 1600 Penn                         | Presidente Dale Gilchrist | 13 episódios    |
| 2017-2021 | The Sinner                        | Harry Ambrose             | Papel principal |
| 2023      | Murdaugh Murders: The Movie       | Alex Murdaugh             | Papel principal |